# Вогнехід (Цілком таємно)
Вогнехід (англ. Firewalker) — дев'ята частина другого сезону серіалу «Цілком таємно» («Секретні матеріали»).

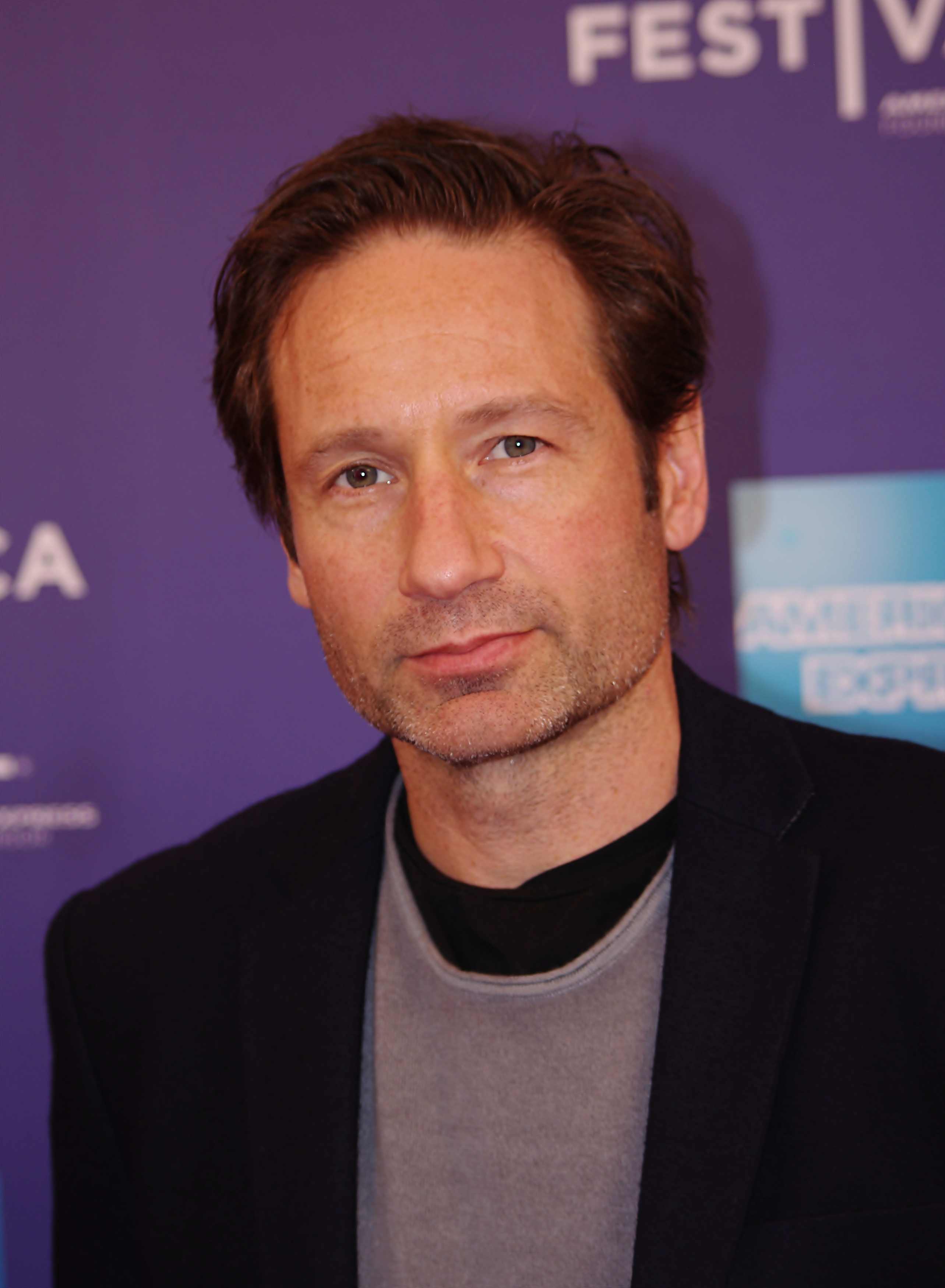

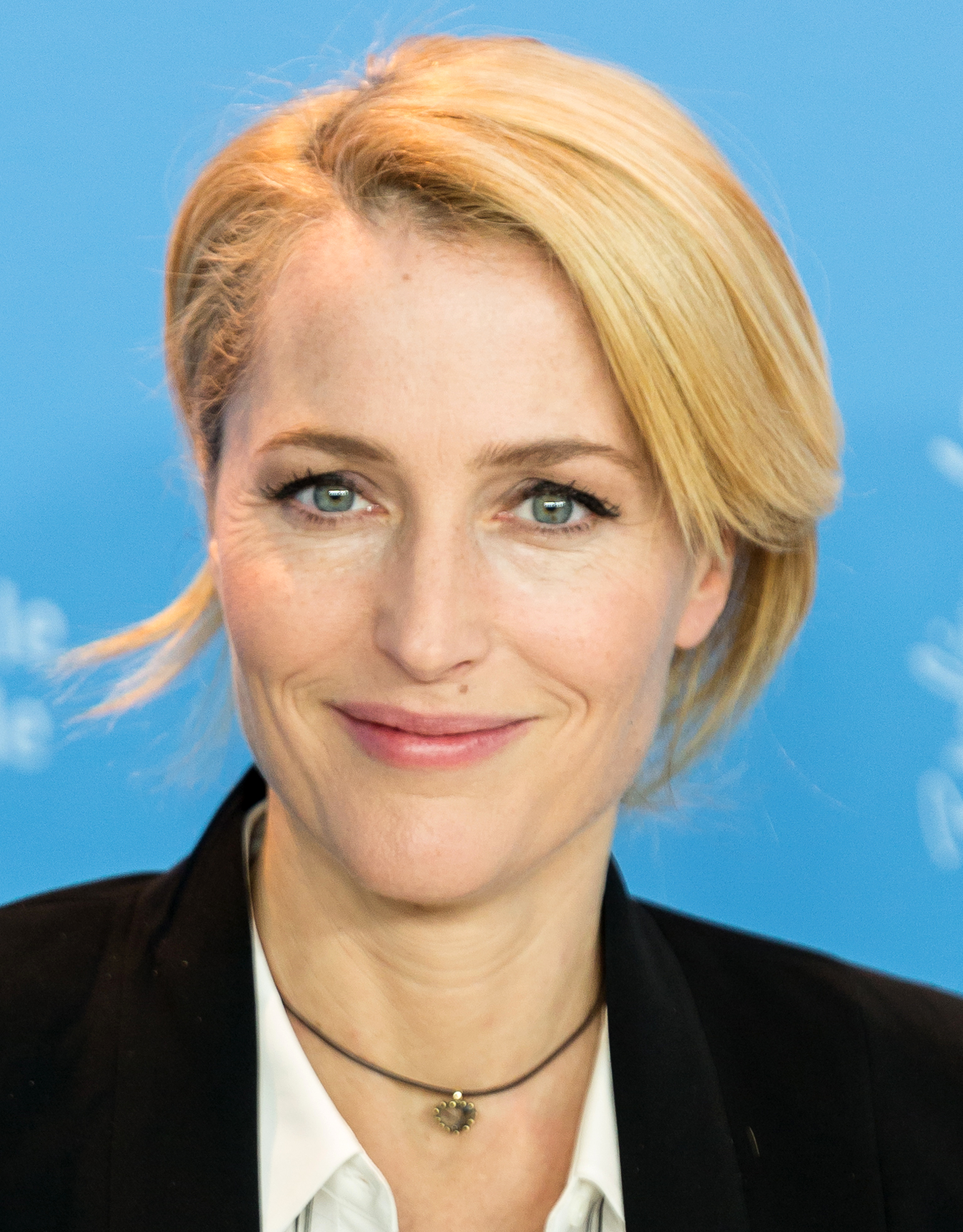

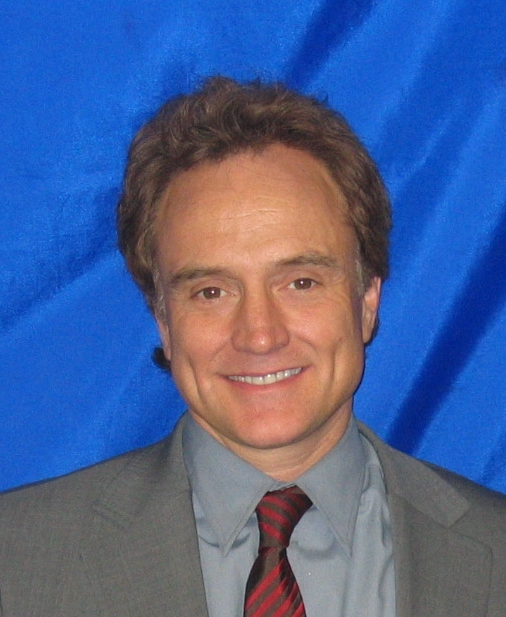

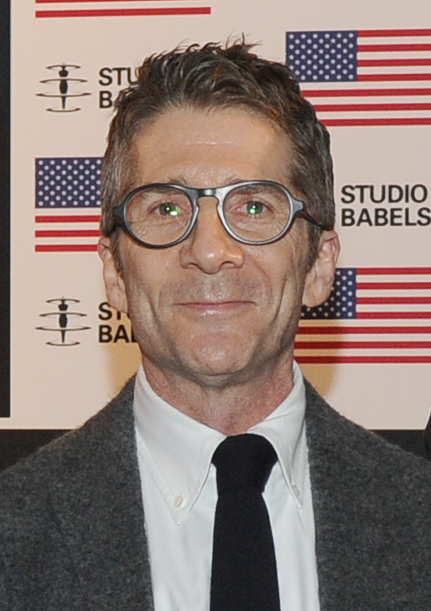

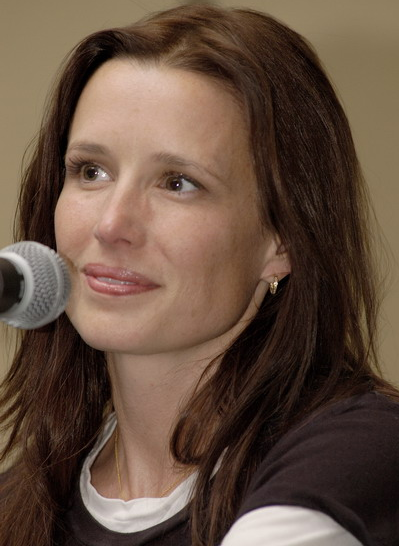

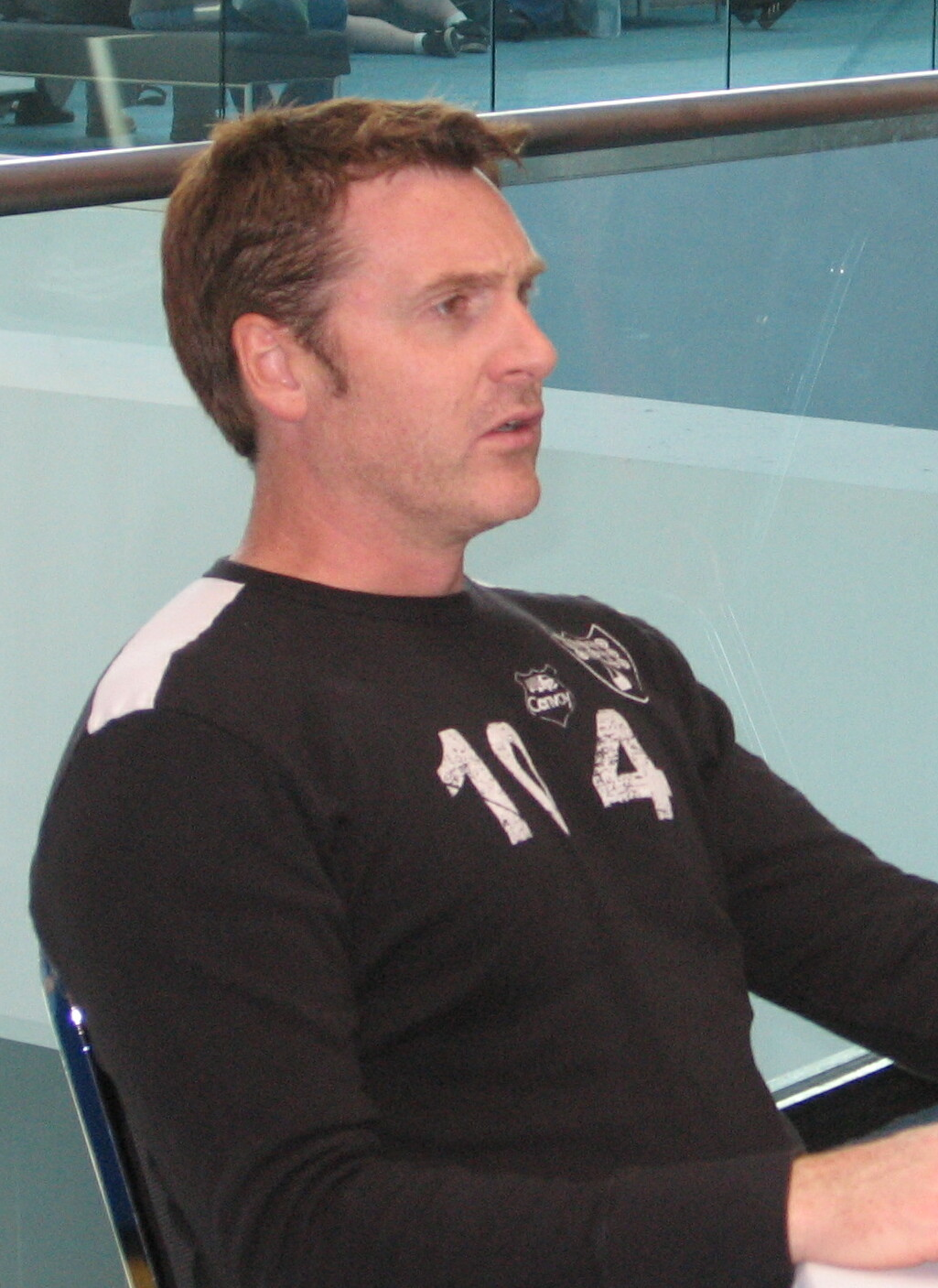

## Зміст
Адам Пірс, вчений Каліфорнійського технологічного інституту, отримує відеопередачі від «Вогнехода», робота, посланого для вулканологічних досліджень у штат Орегон на гору Евелон. «Вогнехід» передає дані зсередини вулканічної печери, на дні якої Пірс зауважує тіло начальника сейсмологічної дослідницької групи Філа Еріксона. Там же він бачить тінь, що рухається по печері — що неможливо через надзвичайно високі температури в цьому місці. Загадкова фігура виводить з ладу камеру «Вогнехода», припиняючи трансляцію.
Пірс вирушає до Малдера і Скаллі, яким показує відео з «Вогнехода» і більш ранній випуск новин за участю глави проєкту Деніела Трепкоса; Пірс брав у проєкті участь до тих пір, поки у нього з Трепкосом не вийшла сварка. Агенти беруть справу, але Малдер пручається поїздці Скаллі в Орегон, посилаючись на її недавнє викрадення. Проте Скаллі наполягає на тому, що все гаразд.
Після прибуття на гору Евелон (Каскадні гори), Пірс вирушає в ліс, щоб обстежити обладнання, в той час, як агенти шукають лабораторію. Джейсон Людвіг накричав на Малдера, прийнявши його за Трепеоса. Команда в стані психологічного шоку: інженер-робототехнік Джейсон Людвіг, лаборант-хімік Пітер Танака і студентка-випускниця Джессі О'Ніл. Ті стверджують, що у Трепкоса були біполярні розлади, і після першого спуску «Вогнехода» він став поводитися дивно: зруйнував їх лабораторію і зник. Малдер в його записах знаходить фразу «нові підземні форми життя». Тим часом, зовні Трепкос вбиває Пірса.
Після виявлення командою тіла Пірса Малдер знаходить розрізнені записи Трепкоса. Там виявляються посилання на імовірно новий тип біохімічного з'єднання — організму на основі кремнію, який існує всередині гори Евелон. Однак Скаллі підкреслює, що Трепкос був не в собі, і ставить його відкриття під питання. Танака падає в конвульсіях, у нього висока температура, але він відмовляється від допомоги Малдера або Скаллі. Скаллі викликає рятувальний вертоліт. Коли його кладуть на ноші для медичної евакуації, Малдер зауважує на шиї лаборанта пульсуючу опуклість. Танака втікає в ліс і вмирає після того, як з його горлянки виповзає якийсь організм. Розтин, проведений Скаллі, виявляє пісок в легенях загиблого, що говорить про існування кремнієвих створінь. Скаллі припускає, що після поширення створіння заражають найближчих потенційних носіїв спорами або вмирають. Малдер зв'язується з Центром ФБР у Спокані, щоб вони закрили місцевість на карантин. Фокс ставить за ціль знайти Трепкоса але не дозволяє йти Дейні.
Людвіг сам визивається провідником. Малдер і Людвіг роблять ризикований спуск в вулканічну печеру, щоб знайти Трепкоса. Коли вони виявляють «Вогнехід», Трепкос стріляє Людвігу в спину з ракетниці, вбиваючи колишнього колегу. Потім він підпалює тіло Людвіга, бо той теж був заражений спорами. Трепкос розповідає Малдеру, що після того, як «Вогнехід» повернувся зі свого першого занурення, Еріксон подрібнив один з кам'яних зразків пористого обсидіану, що призвело до його смерті і негайного зараження всіх інших вчених, які перебували поруч. Трепкос стверджує, що суперечки паразитичні за своєю природою, і змушують носіїв передавати себе іншим людям. Тим часом в лабораторії інфікована О'Ніл приковує себе до Скаллі, щоб передати тій спори, але Скаллі не змігши розбити наручники рятується, кинувши Джессі в герметичну камеру і закривши двері. Пухлина на шиї О'Ніл проривається через її горло та випускає спори, Малдер і Трепкос повертаються до місця подій. Малдер по радіо вимагає евакуації для групи, але зрозумівши, що Трепкос відмовиться від порятунку, повідомляє, що серед тих, що вижили, залишилися тільки він і Скаллі.
Агенти заходять в карантинну зону після місяця очікування і бачать, як хімвійська конфіскують матеріали з лабораторії і виставляють кордони навколо гори Евелон. «Вогнехід» врятований, але занадто пошкоджений, щоб з нього можна було вибрати дані. Трепкос і О'Ніл офіційно числяться серед зниклих безвісти і вважаються загиблими. Справжня доля Трепкоса, який забрав загиблу О'Ніл вглиб вулканічної печери, залишається невідомою.

## Знімались
| Актор             | Роль                        |
| ----------------- | --------------------------- |
| Девід Духовни     | Фокс Малдер (Цілком таємно) |
| Джилліан Андерсон | Дейна Скаллі                |
| Бредлі Вітфорд    | доктор Деніел Трепкос       |
| Ліленд Орсер      | Джейсон Людвіг              |
| Шоуні Сміт        | Джессі О'Ніл                |
| Хіро Канагава     | Пітер Танака                |
| Девід Кей         | Восберг                     |